# Methuen Publishing
Methuen Publishing Ltd è una casa editrice britannica fondata nel 1889 da Sir Algernon Methuen (1856 - 1924).
Iniziò le proprie pubblicazioni a Londra nel 1892. Inizialmente Methuen pubblicò principalmente opere accademiche e saggistica, diversificandosi dagli altri editori favorendo l'incoraggiamento di autori femminili pubblicandone opere tradotte in seguito. E. V. Lucas è stato a capo dell'azienda dal 1924 al 1928.

## Storia
Nel giugno del 1889, Algernon Methuen iniziò a pubblicare e commercializzare i suoi libri di testo sotto l'etichetta Methuen & Co.. Il primo successo rilevante dell'azienda avvenne nel 1892 con la pubblicazione dell'opera Ballate della caserma di Rudyard Kipling, una serie di canzoni e poesie che trattano l'esercito britannico tardo-vittoriano e per lo più scritte in dialetto vernacolare. La serie contiene alcune delle opere più note di Kipling, tra cui le poesie Gunga Din, Tommy, Mandalay e Danny Deever, contribuendo a consolidare la sua antica fama di poeta.
Altra opera pubblicata dalla Methuen che riscosse grande successo fu Il bacillo rubato e altri casi, raccolta di racconti di fantascienza di H. G. Wells, pubblicata nel novembre 1895, riunendo Il bacillo rubato (edito per la prima volta il 21 giugno 1894 sul periodico Pall Mall Budget) ed altri quattordici brevi racconti dello scrittore britannico apparsi fra il 1893 e il 1895 su varie pubblicazioni (Pall Mall Budget, Pall Mall Gazette, Black and White e The St. James's Gazette).
Nel 1905 - cinque anni dopo la morte di Oscar Wilde - fu pubblicato il testo con il titolo di De Profundis; fu però rimaneggiato da Ross che tolse dalla versione definitiva qualsiasi allusione a Bosie e alla famiglia Queensberry. Dopo la sua scarcerazione, Wilde affidò il manoscritto dell'opera (con il titolo di Epistola: In Carcere et Vinculis) al suo fedele amico Robert Ross, pregandolo di farne due copie, una delle quali avrebbe dovuto essere spedita a Lord Alfred Douglas.

### Rainbow e la censura del 1915
Il modo molto franco e senza infingimenti dell'autore di trattare del desiderio sessuale e del potere ch'esso svolge all'interno delle relazioni, come forza naturale ma anche spirituale della vita, ha causato al libro un processo per oscenità (1857 Obscene Pubblication Act.), sentenziato dalla Bow Street Magistrates’ Court il 13 novembre 1915, a seguito del quale tutte le copie ancora in circolazione vennero fatte sequestrare per essere distrutte.
Dopo la sentenza, l'opera non fu ristampata in Gran Bretagna per 11 anni, anche se le edizioni erano disponibili negli Stati Uniti.

### Lucas e la Methuen
Lucas ha avuto una lunga collaborazione con la casa editrice Methuen, dapprima come scrittore, con la pubblicazione di The life of Charles Lamb opera del 1905  opera sulla vita di Charles Lamb e successivamente, dal 1908 al 1924 come incaricato della lettura di manoscritti al fine di estrarre quelle più meritatorie e consigliare quelle ritenute di maggiore qualità e maggior commerciabilità. nel 1924 fu nominato presidente, un incarico che occupò con notevole successo.

### Storia recente
Nel 1958 Methuen entrò a far parte del conglomerato Associated Book Publishers (ABP), negli anni settanta prese il nome di Eyre Methuen in seguito al suo assorbimento da parte dell'azienda Eyre & Spottiswoode, storica casa editrice fondata da William Strahan nel 1739 e rilevata da George Edward Eyre e Andrew Spottiswoode nel 1929.
Nel 1987 ABP viene acquisita dalla Thomson Organization che proseguiva costantemente un'espansione continuata per tutti gli anni ottanta sia in Gran Bretagna che negli Stati Uniti. L'acquisizione, nel 1986, di South Western Publishing, il più grande editore americano di libri di testo aziendali per scuole e college, aveva portato la Thomson a diventare il secondo editore assoluto nella pubblicazione di libri di testo negli Stati Uniti. Con l'acquisto della ABP, la Thomson ottiene il controllo di alcune delle più importanti case editrici, tra le quali Sweet & Maxwell, l'editore accademico Routledge e la casa editrice Chapman & Hall. Acquistata per 323 milioni di dollari, l'ABP ha rappresentato un importante progresso per ITOL nella pubblicazione legale, scientifica, tecnica e accademica nel Regno Unito, nel Nord America e in Australia.

### Annotazioni
1. ↑  Pubblicazioni de Il bacillo rubato e altri casi sui quotidiani dell'epoca[11][12][13][14][15]
[16][17][18]
2. ↑  Una nuova versione, leggermente accresciuta, sarebbe stata edita nel 1908, insieme a due lettere scritte dall'ex detenuto Wilde all'editore del giornale "Daily Chronicle". Intanto Ross aveva donato al British Museum il manoscritto del De Profundis, ma ad una condizione: che l'opera integrale non sarebbe stata resa nota se non dopo il 1960.